# Cylindrepomus flavus
Cylindrepomus flavus là một loài bọ cánh cứng trong họ Cerambycidae.